# Buick Skylark
För att inte förväxlas med Buick Skyhawk.
Buick Skylark är en bilmodell från GMs Buickdivision som återkommit i sex olika utföranden som tidsmässigt inte är sammanhängande.

## Buick Skylark 1953-1954

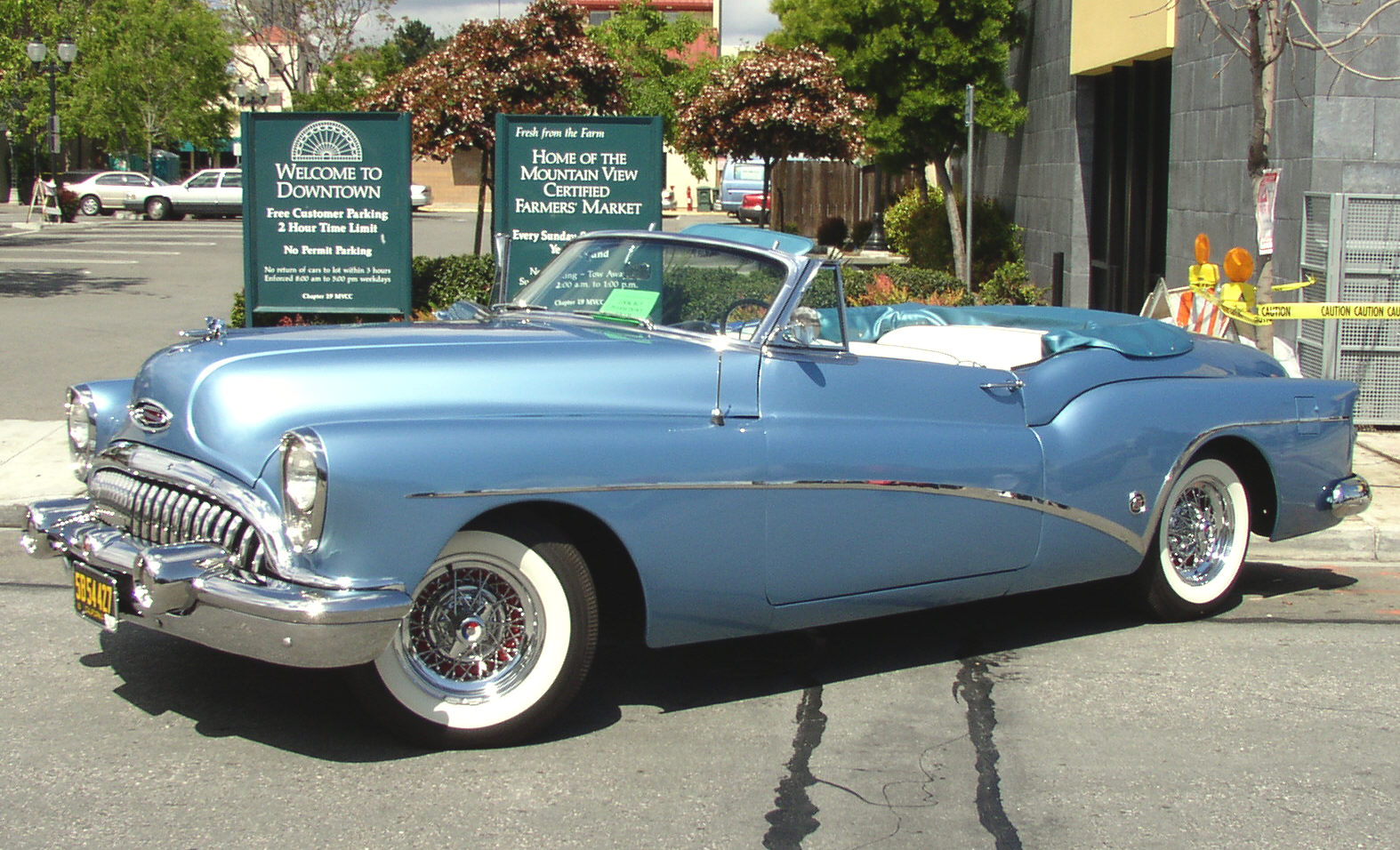
1953 års modell

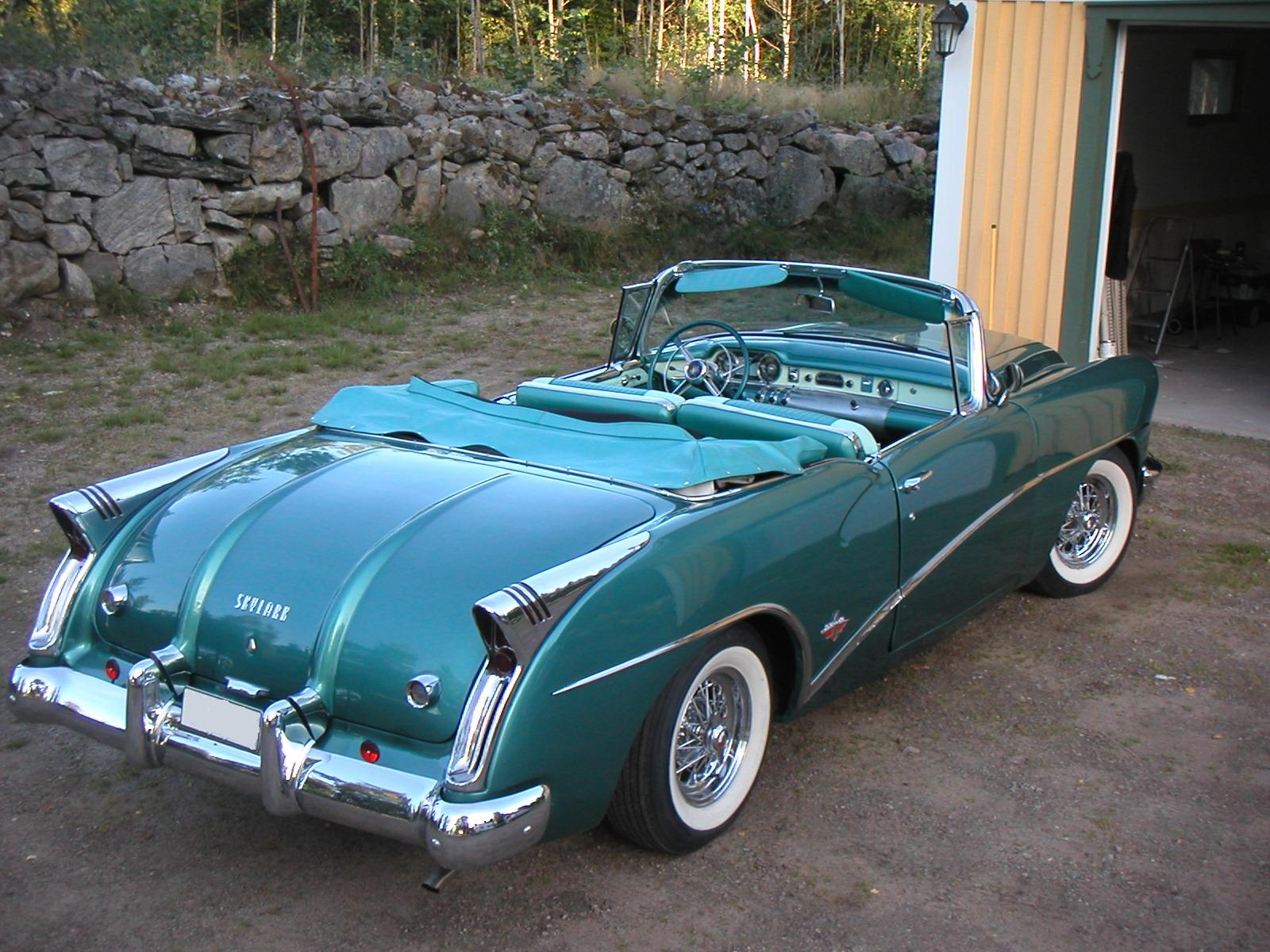
1954 års modell

Till Buicks 50-årsjubileum tog man fram en speciell modell. En klassiker som tillverkades i 1 690 exemplar.
Denna modell finns bara som cabriolet förutom ett exemplar som finns som coupé.
Skillnaden karosserimässigt är att man sänkte vindrutan cirka 10 cm och skapade en ”midja” strax bakom dörrarna. I övrigt är den som en vanlig Buick på den tiden. Denna bil utrustades med allt som fanns, den blev som standard mer välutrustad än Cadillac. Inredningen gjordes också speciell med ett eget mönster helt i skinn med sex olika kombinationer på färgsättningen.
Detta år var första gången som Buick hade V8 på de större modellerna, vilket innebär att det fanns båda den raka 8:an och V8 det året.
Som standard hade den servostyrning, vakuumstyrda servobromsar och en extra finess med dessa var en funktion som de var ensamma om, man hade servobromsar så fort man satte på tändningen med hjälp av en liten elektrisk vakuumpump som stannade automatiskt när motorn startade. Buicks egenutvecklade automatlåda som växlade steglöst, 4-ports förgasare till den 322 kubiktum stora V8an.
Utöver detta hade man en elektrisk antenn till den självsökande radion och speciellt designade ekerfälgar – även reservhjulet var en ekerfälg.
Buick Skylark 1953 blev en framgång trots ett högt pris och detta vill man göra om 1954 genom att skapa ytterligare en specialmodell. Detta lyckades inte, konkurrensen från Cadillac i kombination med ett högt pris gjorde att det blev inte mer än 860 tillverkade. Priset på denna bil var högre än på de flesta Cadillacmodellerna och det var inte samma status att ha en Buick som en Cadillac.
Skylark 1954 års modell hade samma utrustning och i stort samma funktioner som 1953 års modell med den skillnaden att man fick 200hk i motorn istället för 188hk. 
Den stora skillnaden är på karossen. Denna modell är ursprungligen en Buick Century, vilket innebar en kortare hjulbas och kaross än Roadmastern som var flaggskeppet.
Det är trots det inte mycket som liknar Centuryn utom fronten, kofångarna fram och bak. 
1954 års Skylark fick uppskurna hjulhus med lackerade innerskärmar, både fram och bak, hela bakpartiet med bagagelucka, baklysen är helt egen design för modellen. Tillsammans med sänkt vindruta och de fenliknande enorma baklyktorna så skapades en väldigt speciell bil.
Skinnklädseln fick ett pressat rutmönster i ett begränsat färgschema - tvåfärgad grön, gult/svart, tvåfärgad blått, svart eller rött.

## Bilder

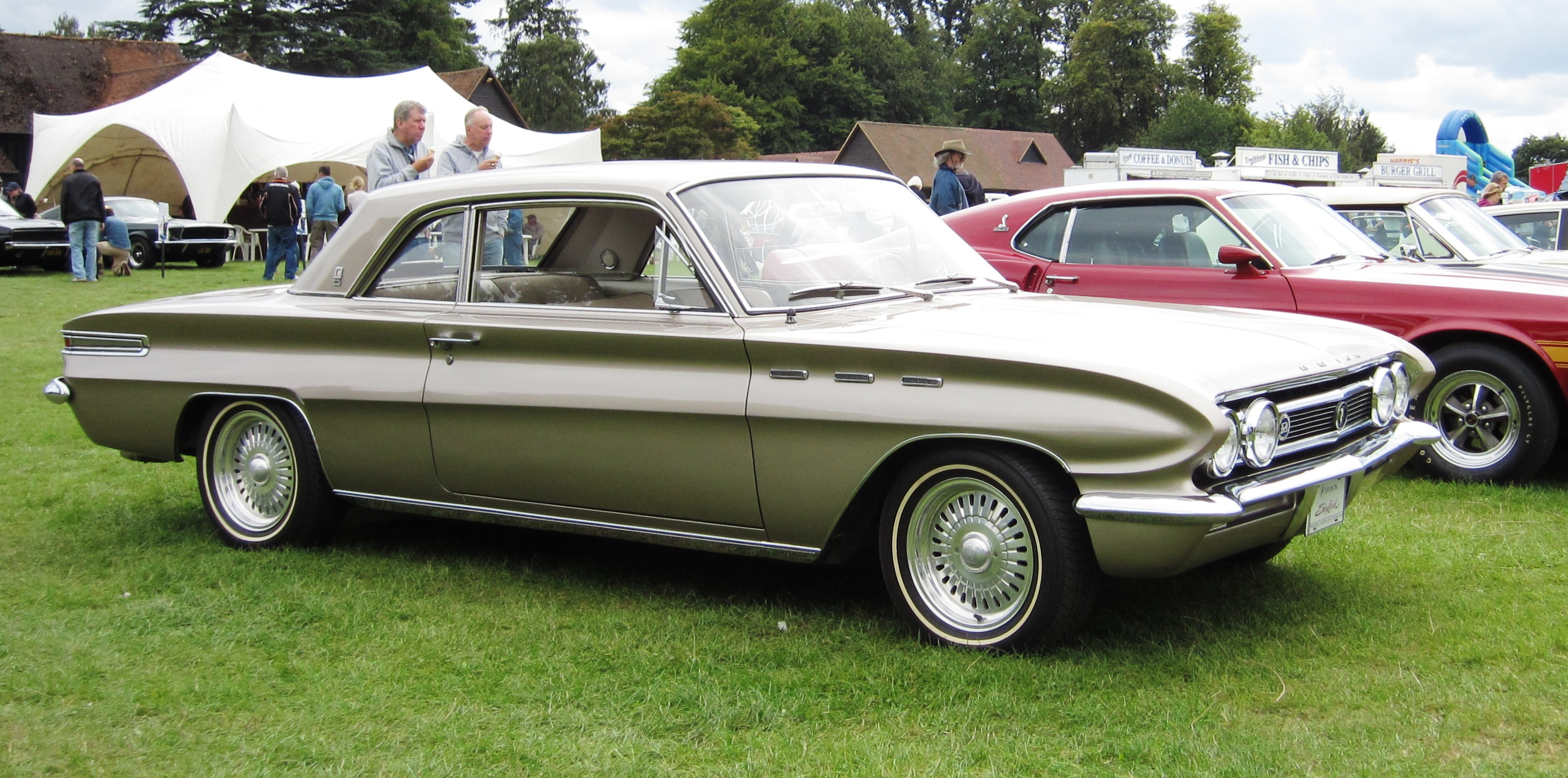
1961-1963
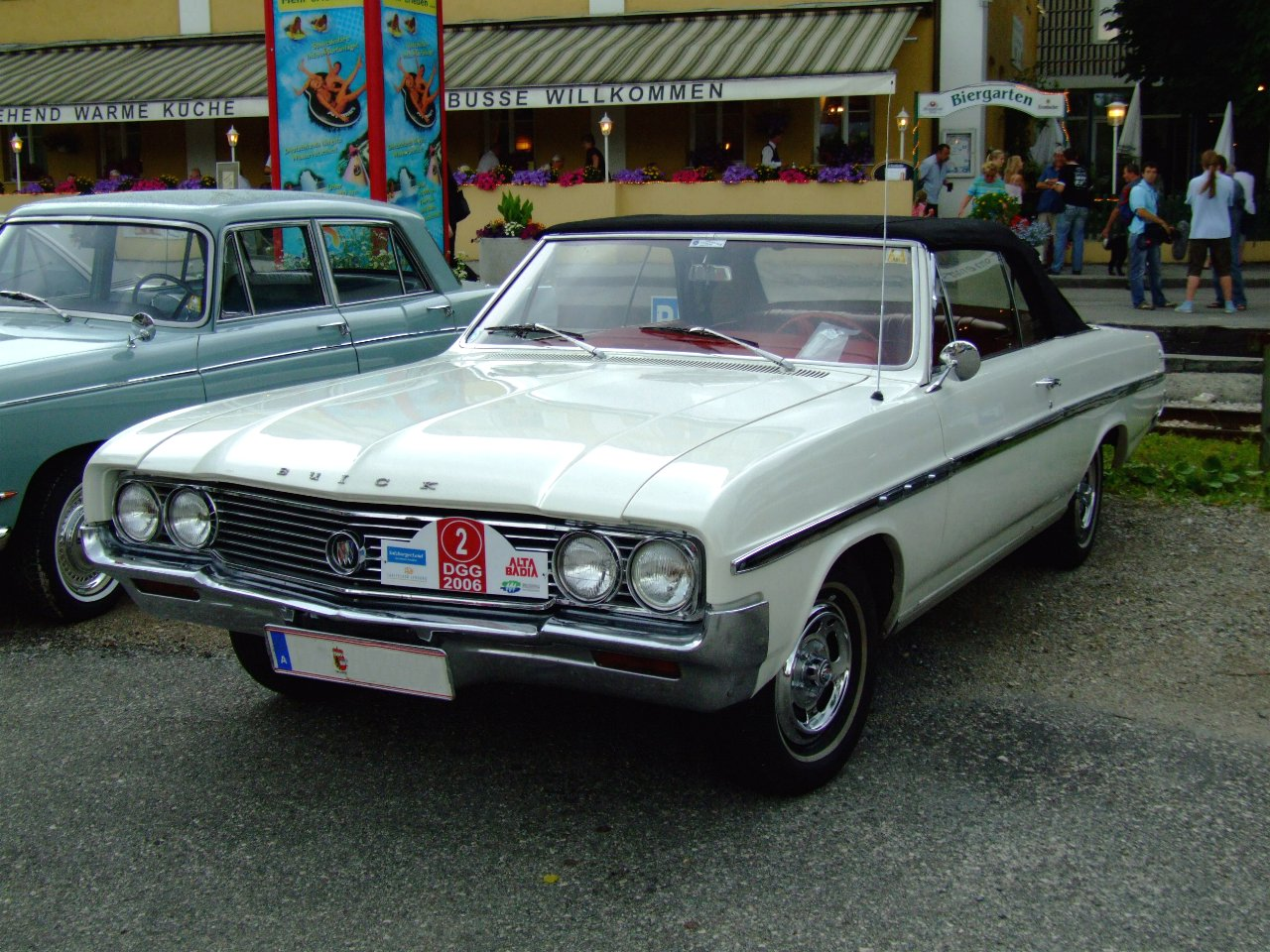
1964-1967
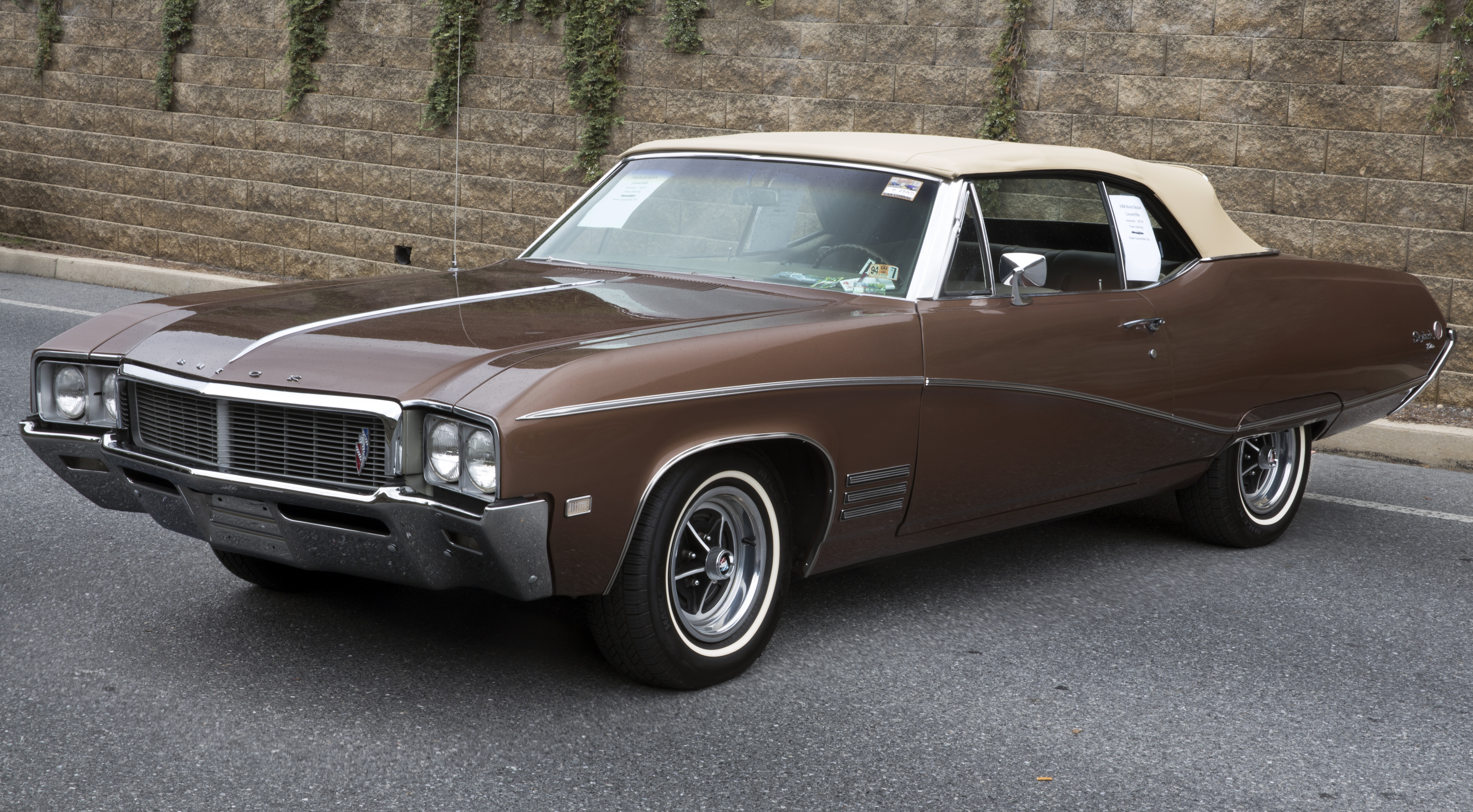
1968-1972
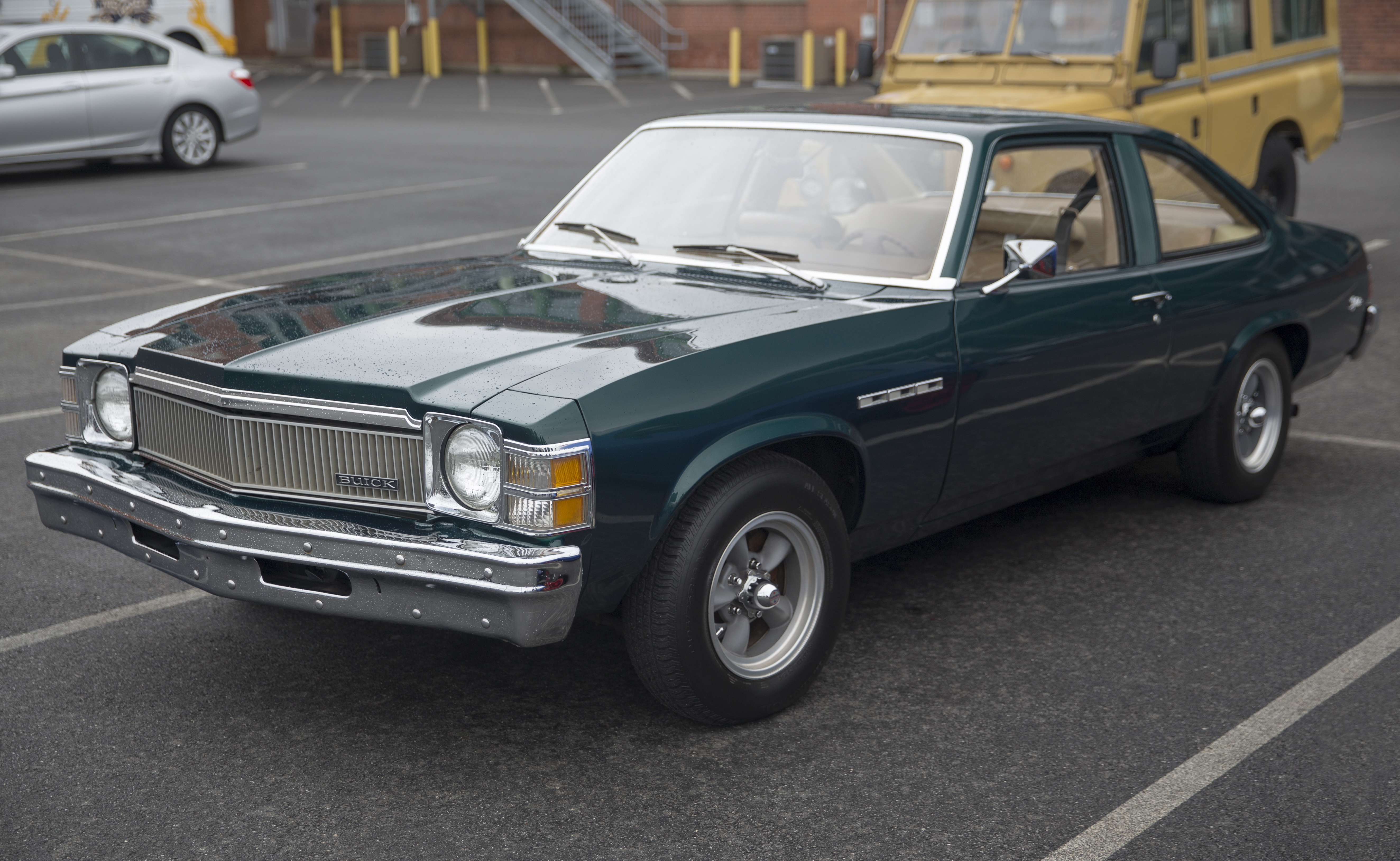
1975-1979
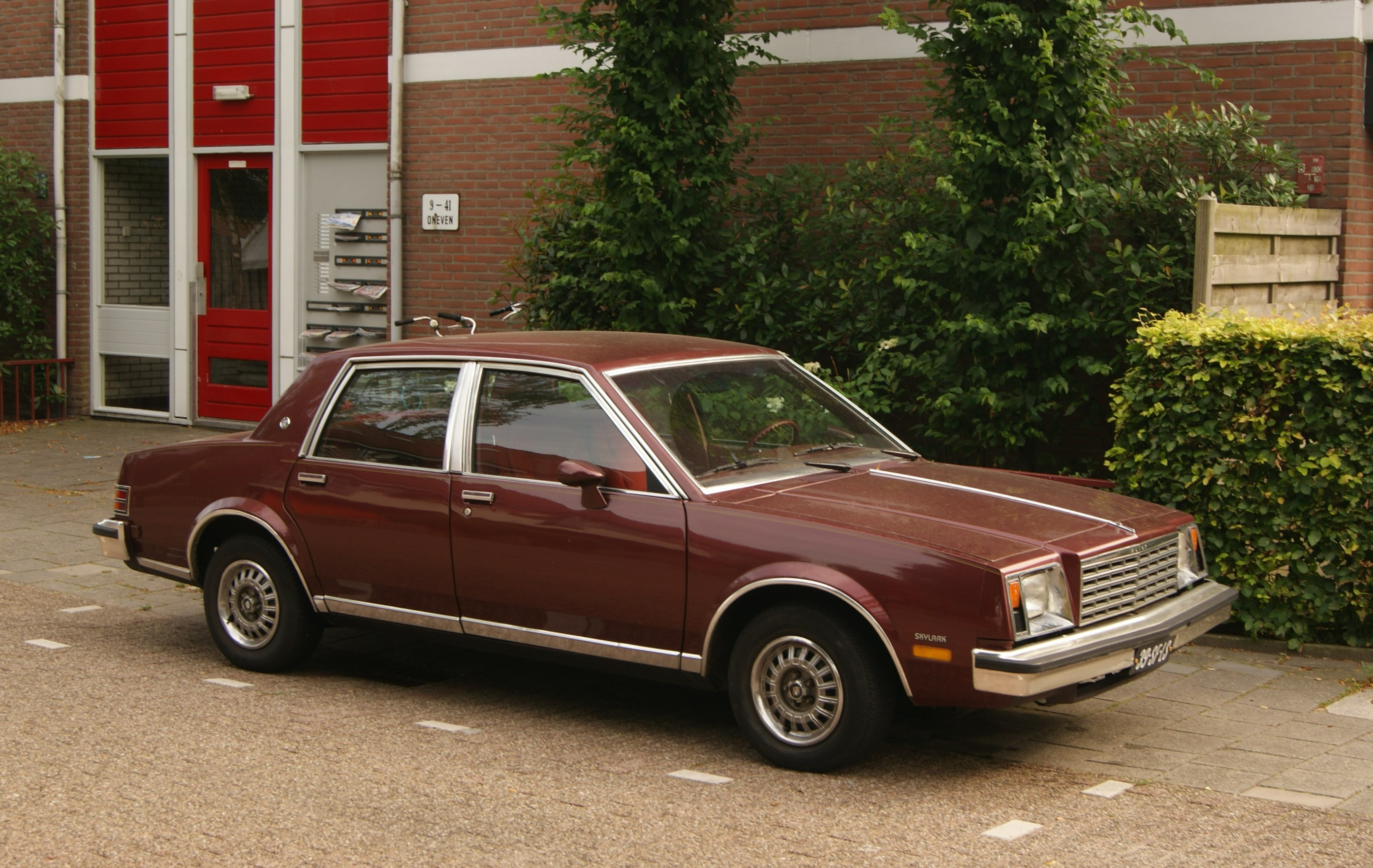
1980-1985
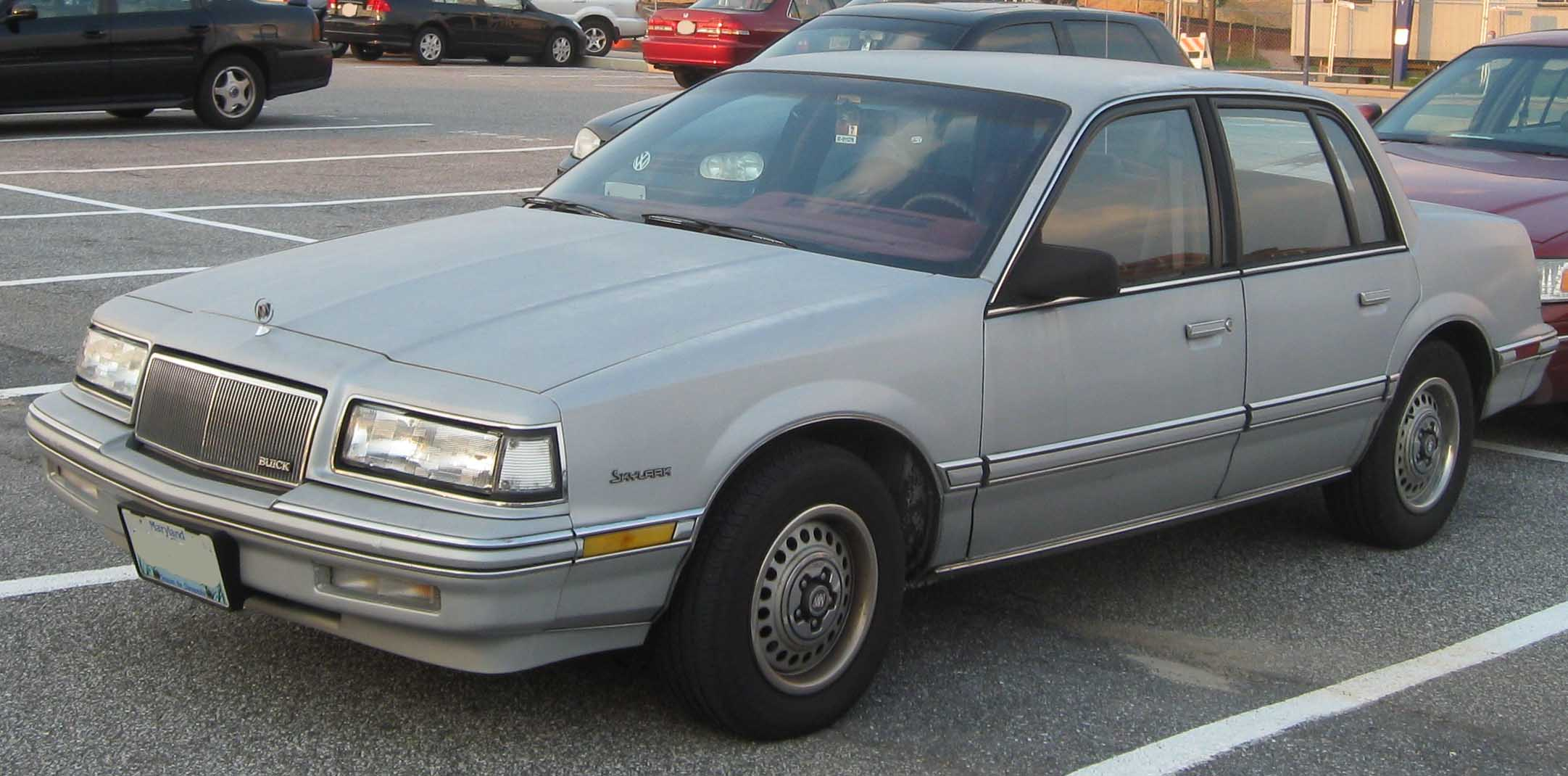
1985-1991
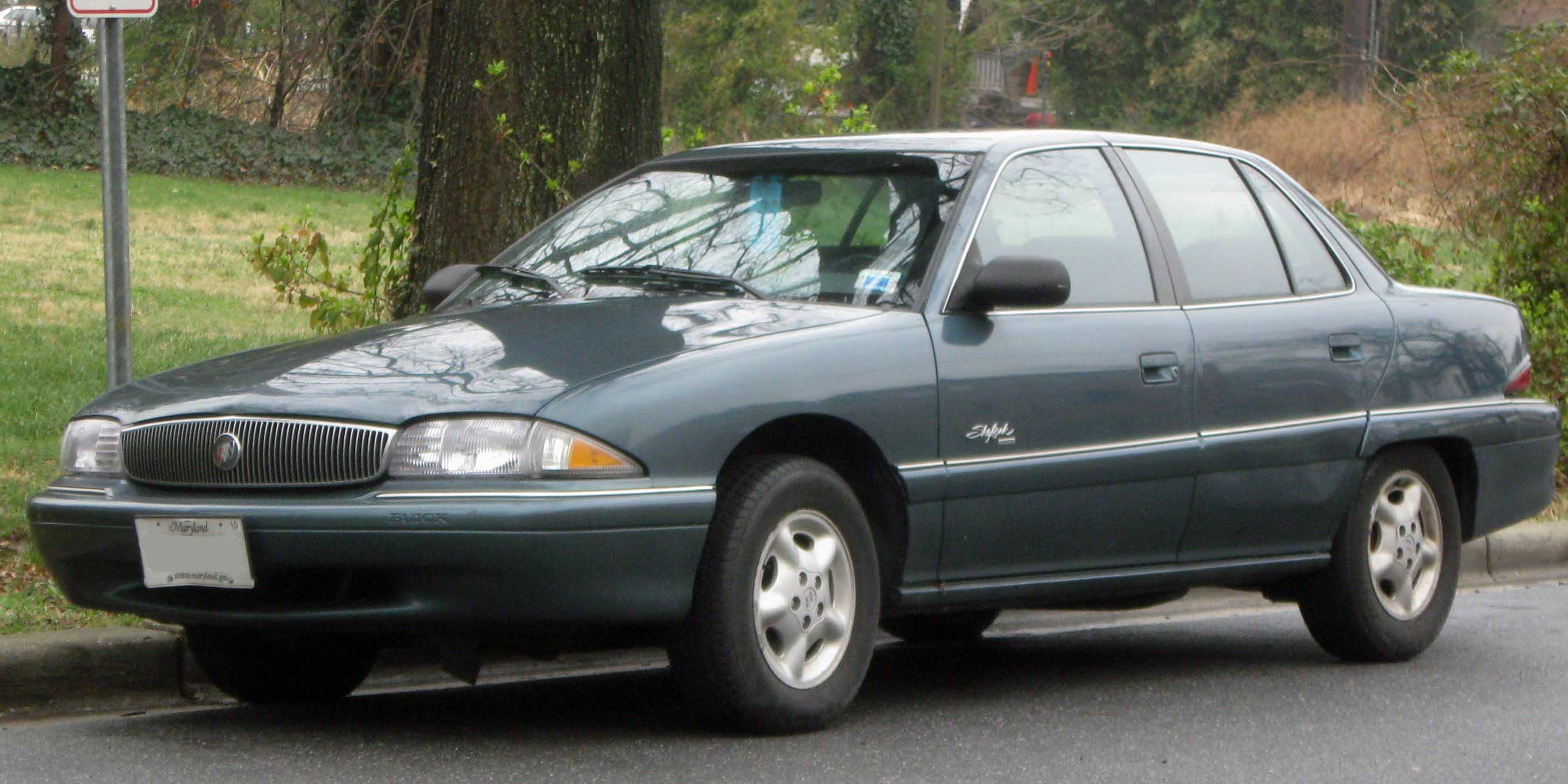
1992-1998